# Антуан Фукуа
Антуан Фукуа (англ. Antoine Fuqua; нар. 30 травня 1965) — американський кінорежисер, який розпочинав як режисер музичних кліпів, а потім став відомим своїми роботами в жанрах бойовиків і трилерів, дебютувавши в 1998 році фільмом «Убивці на заміну». Проривом Фукуа став кримінальний трилер «Тренувальний день» 2001 року.
Серед наступних фільмів режисера були: «Сльози сонця» (2003), «Король Артур» (2004), «Стрілець» (2007), «Бруклінські копи» (2009), «Падіння Олімпу» (2013), «Праведник» (2014), «Шульга» (2015), «Чудова сімка» (2016), «Праведник 2» (2018), «Нескінченність» (2021), «Праведник 3: Остання глава». Фукуа також зняв схвалені критиками документальні фільми: «Американська мрія / Американський кошмар» 2018, про музичного продюсера Шуга Найта), «Як мене звати: Мухаммед Алі» (2019, про боксера Мухаммеда Алі) і серію документальних фільмів каналу Hulu 2022 року «Спадщина: Правдива історія „Лос-Анджелес Лейкерс“» (2022, про баскетбольну команду «Лос-Анджелес Лейкерс»).

## Фільмографія
| Рік                  | Назва                                                             | Оригінальна назва                                  | Режисер        | Продюсер       | Виконавчий продюсер |
| Художні фільми       | Художні фільми                                                    | Художні фільми                                     | Художні фільми | Художні фільми | Художні фільми      |
| -------------------- | ----------------------------------------------------------------- | -------------------------------------------------- | -------------- | -------------- | ------------------- |
| 1998                 | Убивці на заміну                                                  | The Replacement Killers                            | Так            | Ні             | Ні                  |
| 2000                 | Наживка                                                           | Bait                                               | Так            | Ні             | Ні                  |
| 2001                 | Тренувальний день                                                 | Training Day                                       | Так            | Ні             | Ні                  |
| 2003                 | Сльози сонця                                                      | Tears of the Sun                                   | Так            | Ні             | Ні                  |
| 2004                 | Король Артур                                                      | King Arthur                                        | Так            | Ні             | Ні                  |
| 2007                 | Стрілець                                                          | Shooter                                            | Так            | Ні             | Ні                  |
| 2009                 | Бруклінські копи                                                  | Brooklyn's Finest                                  | Так            | Ні             | Так                 |
| 2013                 | Падіння Олімпу                                                    | Olympus Has Fallen                                 | Так            | Так            | Ні                  |
| 2014                 | Праведник                                                         | The Equalizer                                      | Так            | Ні             | Ні                  |
| 2015                 | Шульга                                                            | Southpaw                                           | Так            | Так            | Ні                  |
| 2016                 | Чудова сімка                                                      | The Magnificent Seven                              | Так            | Ні             | Так                 |
| 2017                 | (короткометражний)                                                | The Receipt: The Gift                              | Так            | Ні             | Ні                  |
| 2018                 | Праведник 2                                                       | The Equalizer 2                                    | Так            | Так            | Ні                  |
| 2021                 | Нескінченність                                                    | Infinite                                           | Так            | Ні             | Так                 |
| 2021                 | Винний                                                            | The Guilty                                         | Так            | Так            | Ні                  |
| 2022                 | Швидкісний поїзд                                                  | Bullet Train                                       | Ні             | Так            | Ні                  |
| 2022                 | Звільнення                                                        | Emancipation                                       | Так            | Ні             | Так                 |
| 2023                 | Праведник 3: Остання глава                                        | The Equalizer 3                                    | Так            | Так            | Ні                  |
| 2026                 | Майкл                                                             | Michael                                            | Так            | Ні             | Ні                  |
| Документальні фільми |                                                                   |                                                    |                |                |                     |
| 2004                 | Блискавка в пляшці                                                | Lightning in a Bottle                              | Так            | Ні             | Ні                  |
| 2005                 |                                                                   | Bastards of the Party                              | Ні             | Так            | Ні                  |
| 2016                 | Брати назавжди: Історія «Піттсбург Пайретс» 1971 року (телефільм) | Forever Brothers: The '71 Pittsburgh Pirates Story | Ні             | Ні             | Так                 |
| 2018                 | Американська мрія / Американський кошмар (телефільм)              | American Dream/American Knightmare                 | Так            | Так            | Ні                  |
| 2019                 | Як мене звати: Мухаммед Алі                                       | What's My Name: Muhammad Ali                       | Так            | Так            | Ні                  |
| 2021                 | День, коли спорт зупинився                                        | The Day Sports Stood Still                         | Так            | Так            | Ні                  |
| Телебачення          |                                                                   |                                                    |                |                |                     |
| 2005                 | (телефільм)                                                       | Murder Book                                        | Так            | Ні             | Ні                  |
| 2015                 | (телефільм)                                                       | Exit Strategy                                      | Так            | Так            | Ні                  |
| 2017                 | Тренувальний день (12 епізодів)                                   | Training Day                                       | Ні             | Ні             | Так                 |
| 2016-2017            | Лід (6 епізодів)                                                  | Ice                                                | Так            | Так            | Ні                  |
| 2016-2018            | Стрілець (9 серій)                                                | Shooter                                            | Ні             | Ні             | Так                 |
| 2020                 | #FreeRayshawn (15 епізодів)                                       | #FreeRayshawn                                      | Ні             | Ні             | Так                 |
| 2022                 | Список смертників (пілотний епізод)                               | The Terminal List                                  | Так            | Так            | Ні                  |
| 2022                 | Спадщина: Правдива історія «Лос-Анджелес Лейкерс» (10 епізодів)   | Legacy: The True Story of the LA Lakers            | Так            | Так            | Ні                  |
| 2018-2023            | Ординатор (107 епізодів)                                          | The Resident                                       | Ні             | Ні             | Так                 |
| 2021-2023            | Мер Кінгстауна (12 епізодів)                                      | Mayor of Kingstown                                 | Ні             | Ні             | Так                 |

### Музичні відео
| Рік  | Назва                                | Виконавець            |
| ---- | ------------------------------------ | --------------------- |
| 1990 | I Like the Girls                     | Mr. Lee (репер)       |
| 1992 | Love's Taken Over                    | Шанте Мур             |
| 1992 | It's Alright                         | Шанте Мур             |
| 1992 | All I See                            | Крістофер Вільямс     |
| 1992 | Saving Forever for You               | Шеніс                 |
| 1993 | Another Sad Love Song                | Тоні Брекстон         |
| 1993 | The Morning After                    | Maze і Френкі Беверлі |
| 1993 | Nobody Does It Betta                 | Mint Condition        |
| 1994 | Ain't Nobody                         | Джекі Грем            |
| 1994 | Somewhere                            | Шеніс                 |
| 1994 | I'm in the Mood                      | СіСі Пеністон         |
| 1994 | Deep Down                            | Ladae                 |
| 1994 | The Most Beautiful Girl in the World | Прінс                 |
| 1994 | Sending My Love                      | Zhané                 |
| 1994 | United Front                         | Arrested Development  |
| 1995 | For Your Love                        | Стіві Вандер          |
| 1995 | Freedom                              | різні виконавці       |
| 1995 | Gangsta's Paradise                   | Куліо                 |
| 1996 | Someday                              | All-4-One             |
| 1998 | Bedtime (Version 2)                  | Ашер                  |
| 1999 | Blue Angels                          | Pras (репер)          |
| 2007 | Citizen/Soldier                      | 3 Doors Down          |
| 2011 | Mirror                               | Ліл Вейн              |

### Рекламні ролики
- Pirelli Tyres — «The Call» (2006), за участю Наомі Кемпбелл і Джона Малковича[11].